# Phylloscopus poliocephalus
Phylloscopus poliocephalus é uma espécie de ave da família Phylloscopidae.
Pode ser encontrada nos seguintes países:  Indonésia, Papua-Nova Guiné e Ilhas Salomão.